# V2513 Cygni
V2513 Cygni eller HD 331319 är en ensam stjärna i mellersta delen av stjärnbilden Svanen och centralstjärna i den protoplanetariska nebulosan IRAS 19475+3119. Den har en minsta skenbar magnitud av ca 9,50 och kräver ett mindre teleskop för att kunna observeras. Baserat på uppmätt parallax enligt Gaia Early Data Release 3 på ca 0,316 mas beräknas den befinna sig på ett avstånd av  ca 15 000 ljusår (ca 4 900 parsec) från solen. Den rör sig bort från solen med en heliocentrisk radialhastighet av ca 13,5 km/s.

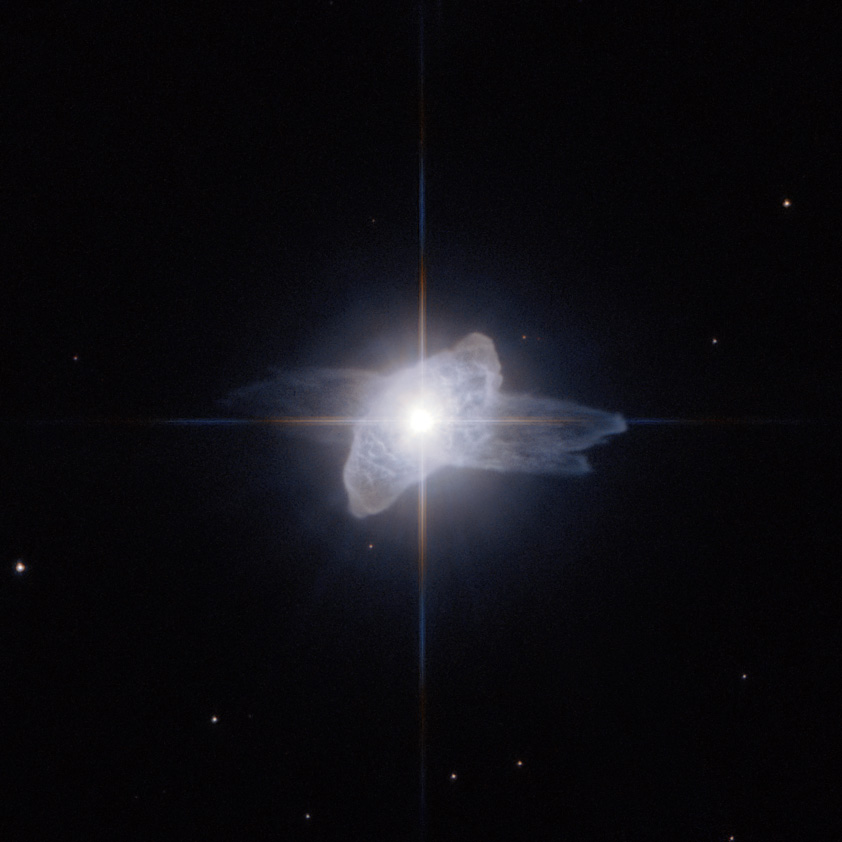
IRAS 19474+3119

Den ljusaste delen av nebulosan visar en fyrpolär struktur, med långsträckta bipolära lober, alla omgivna av en svag halo.

## Observation

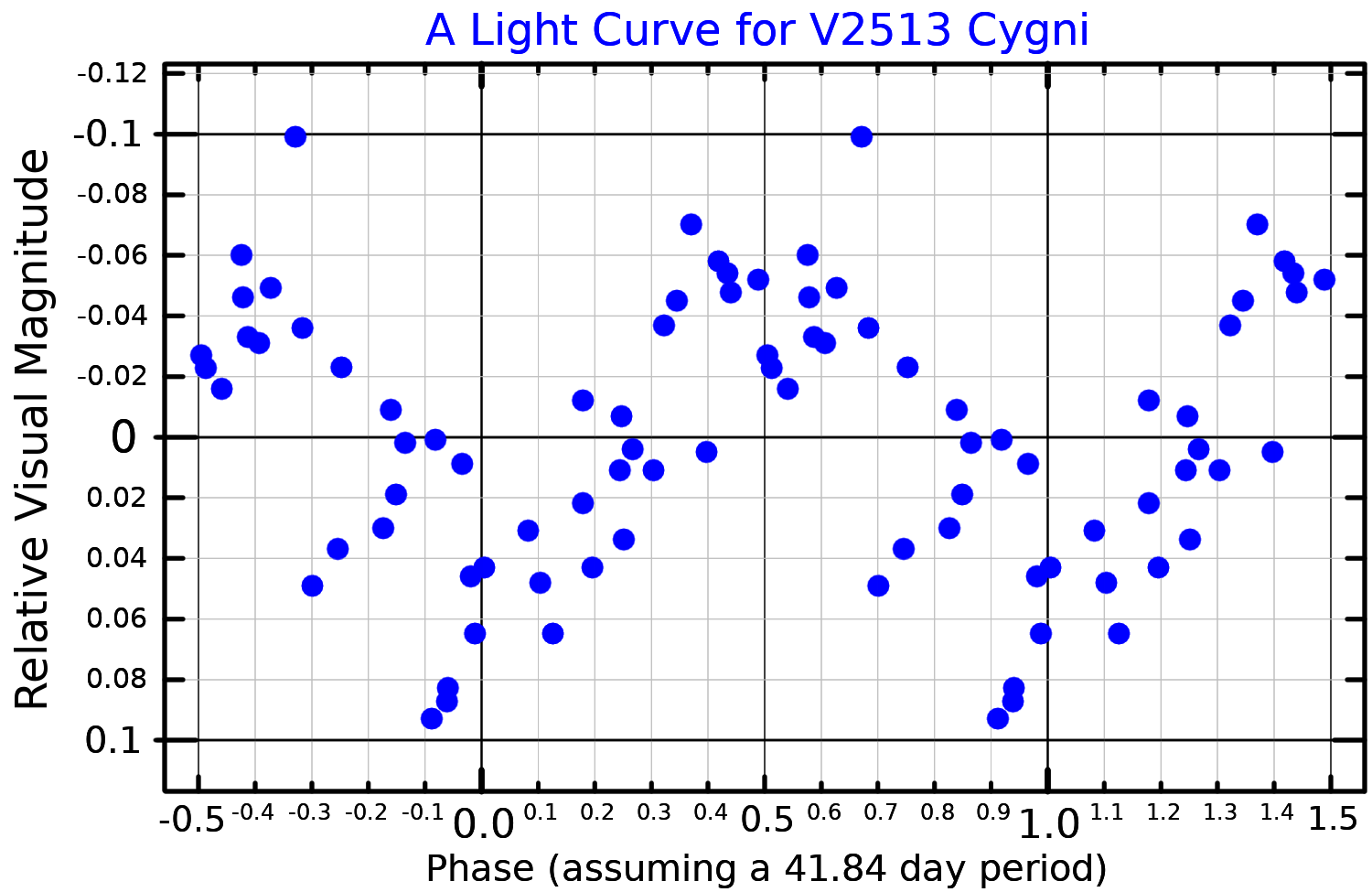
Ljuskurva i visuella bandet för V2513 Cygni, plottad från Hrivnak et al. (2018)

Avståndet till V2513 Cygni är i princip okänt. Antaganden om ljusstyrkan har använts för att uppskatta avståndet och andra stjärnparametrar. Vid ett antaget kinematiskt avstånd på 4 900 parsec är ljusstyrkan 8 300 gånger solens och radien 58 solradier. Stjärnans massa antogs ursprungligen vara minst 2,5 solmassor och är nu fastställd till 0,63 solmassa. Om man antar en ljusstyrka på 3 500 gånger solens blir avståndet 1 500 parsec. Uppskattningar baserade på syrespektrallinjestyrkorna ger mycket högre värden på ljusstyrkan motsvarande en absolut magnitud på minst -8.
Centralstjärnan är variabel med en skenbar magnitud som varierar mellan 9,33 till 9,50. En primär variationsperiod på 41 dygn har bestämts, men en något kortare sekundärperiod leder till att långa slag orsakar variationer i amplitud och skenbar period från år till år. Variationerna orsakas av stjärnpulseringar, där stjärnan är som ljusast när den är som varmast. Temperaturen varierar med upp till 400 K.